# デルスウ・ウザーラ

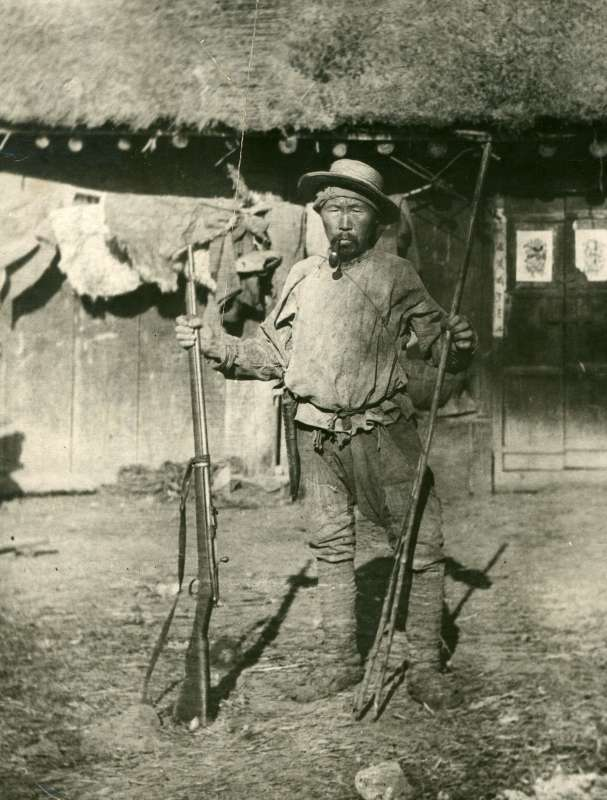
デルスウ・ウザーラ。アルセニーエフによる撮影。

デルスウ・ウザーラ（ロシア語: Дерсу Узала、1849年 - 1908年）は、ナナイ（ゴリド人）の猟師。沿海州と呼ばれる北東アジアのロシア領で生活していた。デルスー・ウザーラ、デルス・ウザラ、デルス・ウザラーなどの日本語表記もある。
優れた感覚や射撃の腕、森で暮らすための知恵をもち、ロシア人の探検家ウラジーミル・アルセーニエフを助けた。アルセーニエフの探検記によって、ロシアで広く知られるようになった。黒澤明監督の映画『デルス・ウザーラ』（1975年）によって、その人物像が映像化された。

## 生涯
1849年、北東アジアに生まれる。1902年にアルセーニエフと出会った時の年齢は53歳だった。家族と暮らしていたのはリーフジン川とシナンツァ川の合流地点の付近にあたる。子供の頃は、同じナナイ族や、ウデヘ族たちが周囲に暮らしていた。ロシア正教会の改革に反対して移住してきたスタロヴェールとは若い頃から交流し、ともに猟も行った。
家族には父母、姉、妻、息子と娘がいたが、移民の増加による天然痘の流行で全員が死亡し、1人で暮らすようになった。デルスウの記憶によれば、中国人、ロシア人、朝鮮人、そして日本人がやって来たという。やがて山火事が増え、森の獲物は減っていった。
1902年、デルスウはロシア帝国の探検家アルセーニエフと知り合う。アルセーニエフは沿海州南部のウスリー湾からハンカ湖にかけての調査が目的で、デルスウは道案内や狩猟で彼を助けて信頼を得た。デルスウは1度アルセーニエフと別れたのち、1906年に森の中で再会する。この時のアルセーニエフはウスリー川からシホテアリニ山脈を横断して日本海沿いを探検する計画で、デルスウは再び同行した。アルセーニエフはデルスウに街での暮らしを求めたが、デルスウにとって街はおそろしく、することがないとして断った。次の探検での再会を約束してデルスウはアルセーニエフと別れた。
アルセーニエフと別れたのち、デルスウはクロテンや袋角のシカを狩って生活した。1907年にアルセーニエフからの連絡を受けて3度目の探検に参加し、彼を助けた。しかし旅の途中で、デルスウはジャコウジカを撃ちもらし、自分の視力の衰えを悟る。デルスウはショックを受け、旅が終わったのちにアルセーニエフのもとで暮らすことに同意する。1908年からハバロフスクのアルセーニエフの家に暮らすようになったデルスウは、生活環境に慣れなかった。街では銃を撃てず、薪や水を手に入れるために金が必要なことを特に驚いた。デルスウは山へ行くことを望み、アルセーニエフと1か月後の再会を約束して出かけた。
3月13日、ヘフツェル山脈の南にあるコルフォフスカヤ駅の近くでデルスウは死亡しているところを発見された。眠っているあいだに殺されており、おそらく加害者はロシア人で、銃が奪われていた。アルセーニエフはデルスウの埋葬に立ち会い、1910年にコルフォフスカヤ駅を再訪したが、森林伐採によってデルスウが埋められた場所は分からなくなっていた。

## 人物
アルセーニエフの記録によるデルスウの外見は、背が低くずんぐりした体格で、相当な体力の持ち主だった。盛り上がった胸、筋ばった腕、少しガニ股の脚をしており、顔は日焼けして浅黒く、頬骨は突き出ており、小さな鼻、丈夫な歯をした大きな口、赤みを帯びた口髭と顎髭があった。最も印象深いのは眼で、決断力、率直さ、善良さが見てとれたという。

### 生活
家はなく野天で生活し、冬には仮小屋を建てて暮らした。父親の遺品であるベルダン銃を使い、タバコ、弾丸、火薬などの必需品は猟の獲物を中国人と交換して手に入れていた。若い時に中国人から薬用人参の探し方を教わると、見つけた人参を売らずにレフウ川の上流にまとめて植えた。のちにアルセーニエフのもとで世話になることが決まってからは、この人参をアルセーニエフに譲ると約束した。
観察力に優れており、小道の足跡から、通った時間や馬の有無、民族などを言い当てた。捨てられた靴からは持ち主の年齢を推測した。銃声の反響からは天候の変化を予想した。デルスウの分析をみたアルセーニエフは、ジェイムズ・フェニモア・クーパーやトーマス・メイン・リードの小説の登場人物を思い浮かべたと記録している。
燻製や、肉をフキの葉で包んで穴の中で蒸し焼きにする調理法など、森林でとれるものを美味にする方法に詳しかった。吹雪を防ぐための即席の住居を作って凍死を防ぐ技術にも優れていた。森林で生活する者として物を捨てずに取っておく癖があり、同行者が捨てようとした空き瓶も拾って自分の荷物に加えた。
銃の腕前に優れ、身を守ったり食料を得るために銃を使い、必要ではない狩りは望まなかった。遠くから射撃音の数や間隔を聞いて、狩りの成功や失敗を知ることもできた。狩りで得た獲物は等分し、自分と同じ分け前を与えた。気前がよい性格を他人に利用される時もあった。

### 自然観
デルスウは、森に住む他の生き物たちについて配慮していた。山小屋で泊まると、あとに来る者に配慮して食料、薪、マッチを残した。残った肉片は、あとに来る動物のために焼かずに残した。また、人間以外の生物や、水や火、機械のことも「ひと」と呼んだ。アルセーニエフは、デルスウのこうした考え方をアニミズムとみなした。他方で天体への関心は低く、星とは何かについて興味はなかった。

## 評価・影響

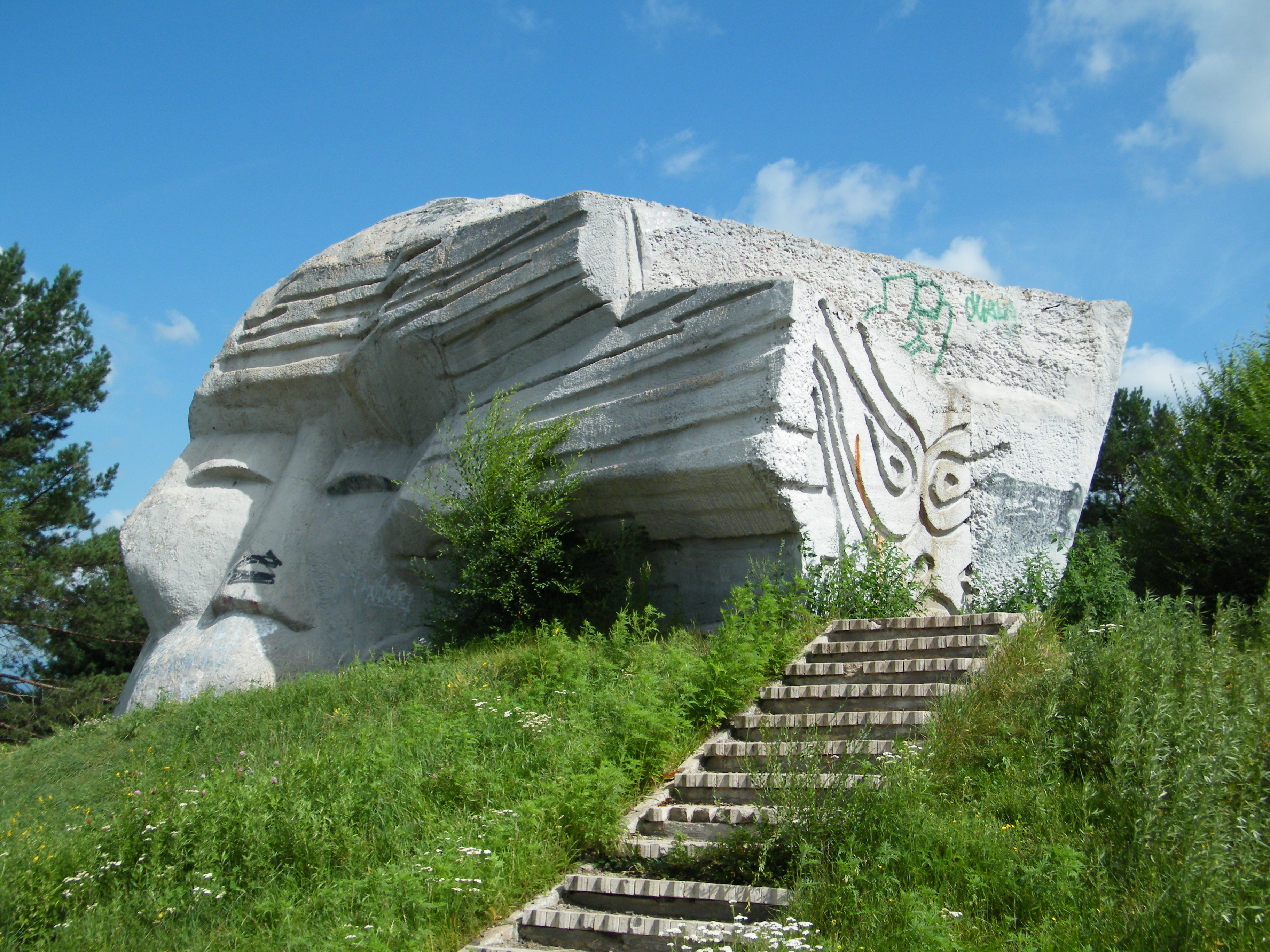
アルセーニエフ市にあるデルスウの記念碑

アルセーニエフが執筆した『ウスリー地方探検記』（1921年）や『デルスウ・ウザーラ』（1930年）にはデルスウについて書かれており、彼への敬意が表されている。これらの著作はソヴィエト連邦でロングセラーとなり、デルスウについて広く知られるようになった。1961年にはアガシ・ババヤン監督が『デルスウ・ウザーラ』として映画化した。
『デルスウ・ウザーラ』の日本語訳は満洲事情案内所から1942年に出版された。黒澤明監督は、『ウスリー地方探検記』と『デルスウ・ウザーラ』を読んでデルスウという人物に魅力を感じ、2冊の内容をもとに『デルス・ウザーラ』として映画化した。デルスウはマクシーム・ムンズークが演じた。